# Terence Zuber
 (janvier 2019).
Terence Zuber est un historien militaire américain spécialisé dans la Première Guerre mondiale. 
Il a servi pendant vingt ans comme officier d'infanterie dans l'armée américaine avant de passer son doctorat à l'université de Würzburg en 2001. Il est l'auteur de la thèse controversée selon laquelle le plan Schlieffen, tel qu'il est généralement compris, était une conception artificielle d'après la Première Guerre mondiale,.

## Biographie
Après avoir donné son point de vue sur le plan Schlieffen dans un article paru dans War in History en 1999, il l'a développé dans son livre paru en 2002 Inventing the Schlieffen Plan. Certains chercheurs, comme Hew Strachan, ont en grande partie accepté ses idées, alors que d'autres, parmi lesquels Terence M. Holmes et Holger Herwig, les ont rejetées.
Dans une critique du livre de Zuber de 2002 paru chez H-Net, Kelly McFall écrit : « L'argument de Zuber démolit de façon convaincante la version généralement acceptée du Plan Schlieffen. Mais son affirmation selon laquelle le plan Schlieffen lui-même n'aurait jamais existé est plus hypothétique et repose sur des arguments plausibles sans être décisifs. Aux historiens militaires intéressés par le déclenchement de la Première Guerre mondiale de lire ce livre et de décider par eux-mêmes. D'autres voudront suivre de près ce débat, mais préfèreront peut-être attendre qu'un consensus se dégage. »

## Ouvrages
- 1999 : « The Schlieffen Plan Reconsidered », War in History, no 6, p. 262–305
- 2002 : Inventing the Schlieffen Plan: German War Planning, 1871–1914, Oxford University Press
- 2002 : « The Schlieffen Plan - Fantasy or Catastrophe? », History Today
- 2004 : German War Planning, 1891-1914: Sources and Interpretations, Boydell Press
- 2007 : The Battle of the Frontiers. Ardennes 1914, Tempus
- 2008 : The Moltke Myth. Prussian War Planning 1857-1871, UPA
- 2010 : The Mons Myth. A Reevaluation of the Battle.